# Haploeax cinerea
Haploeax cinerea är en skalbaggsart som beskrevs av Aurivillius 1907. Haploeax cinerea ingår i släktet Haploeax och familjen långhorningar. Inga underarter finns listade i Catalogue of Life.